# 松尾ジーナ
松尾 ジーナ（まつお ジーナ、1953年4月25日- ）は、日本のファッションモデル、女優、歌手。本名：松尾ジニー。神奈川県三浦郡葉山町出身。横須賀学院高等学校卒（1972年3月）。身長164cm。B83cm、W58cm、H88cm（1972年3月）。

## 経歴
父はドイツ系アメリカ人、母は日本人のハーフ。高校在学中の1969年6月にファッションモデルとしてデビュー。同年の日活映画『「人妻」より 夜の掟』で女優デビューした。1971年から放映されたTBS系の特撮テレビ番組『シルバー仮面』の春日はるか役で一部に人気を博し。『月刊明星』1972年5月号では野口五郎と表紙を飾る。
活動期間は短かったが、歌手としてシングル4枚（うち2枚は非売品）、EP、アルバム1枚をリリースしている。シングル2枚は作曲・森田公一のフレンチ・ポップス趣味を感じさせるもので、1972年8月にリリースしたアルバム『気ままなジーナ』では吉田拓郎の「結婚しようよ」やRCサクセションの「ぼくの好きな先生」、平田隆夫とセルスターズの「ハチのムサシは死んだのさ」などをカバーしている。
1974年6月、レーシングドライバー・高原敬武と結婚し芸能界を引退した。